# Wilhelm Soldan (Archäologe)
Franz Ludwig Wilhelm Soldan (* 7. Mai 1842 in Burkhards; † 2. Juli 1905 in Darmstadt) war ein deutscher Lehrer, Ministerialbeamter, Archäologe und Denkmalschützer. Er war Mitglied der Reichs-Limeskommission und forschte vor allem zu prähistorischen Siedlungen der Hallstattzeit.

## Leben und Werk

Protokoll der konstituierenden Sitzung der Reichs-Limeskommission 1892

Wilhelm Soldan wuchs als Sohn eines Pfarrers in Münster in der Wetterau auf. Nachdem er 1859 am Gymnasium Gießen sein Abitur abgelegt hatte, studierte er an der dortigen Universität Kameralwissenschaft. Während seines Studiums wurde er im Wintersemester 1859/60 Mitglied der Burschenschaft Germania Gießen. Er absolvierte 1864 und 1866 die entsprechenden Prüfungen, um sich erneut in Gießen einzuschreiben, diesmal in den Fächern Mathematik und Physik. Nach der erfolgreichen Prüfung zum höheren Lehramt arbeitete er am Schullehrerseminar in Friedberg, dann als Dirigent der städtischen Realschule zu Groß-Umstadt, weiter als Lehrer an der Realschule zu Darmstadt,  als Direktor der Realschule I. und II. Ordnung in Gießen und schließlich als Direktor des Realgymnasiums und der Realschule in Mainz. Im Jahre 1888 wechselte er als Oberschulrat in das hessische Ministerium des Innern. Am 16. Juli 1898 wurde er zum Ministerialrat und Vorsitzenden der Schulabteilung ernannt.

Ausgrabungen zur Zeit der Kommission. Hier die Porta Decumana des Kastells Holzhausen

Neben seiner Tätigkeit als Lehrer und Beamter widmete sich Soldan intensiv der Archäologie. Seit 1877 war er aktives Mitglied des Gießener historischen Vereins und wurde 1890 dessen Vizepräsident. Er beteiligte sich an der Aufdeckung von Hünengräbern auf dem Trieb und an der Erforschung des Limes. Im Jahre 1880 veröffentlichte er einen ersten Aufsatz über den Pfahlgraben von der Wetter bis Butzbach. Im Jahre 1891 zum Mitglied der Reichs-Limeskommission ernannt, engagierte er sich bei der Erforschung des Limes in Hessen und in der Rheinprovinz und publizierte einschlägig im Limesblatt und anderen Zeitschriften. Später begann er sich zunehmend für prähistorische Wohn- und Grabanlagen vor allem der Hallstattzeit zu interessieren. Er forschte dabei zur größten damals bekannten Ansiedlung dieser Art bei Neuhäusel im Westerwald und zu ähnlichen prähistorischen Ansiedelungen in Hessen, am Schwenzer bei Butzbach, auf der Lee bei Heppenheim und im Traisaer Wald bei Darmstadt.
Im Jahre 1894 zum ordentlichen Mitglied des Kaiserlichen archäologischen Instituts ernannt, ging Wilhelm Soldan im Ruhestand ganz seinen archäologischen Interessen nach. Er gehörte – als einziger Archäologe – dem ersten Denkmalrat an, der aufgrund des 1902 im Großherzogtum Hessen erlassenen neuen Denkmalschutzgesetzes, des ersten modernen Denkmalschutzgesetzes in Deutschland, zusammentrat. In Anerkennung seiner archäologischen Leistungen verlieh ihm die Universität Gießen am 9. Dezember 1904 die Ehrendoktorwürde.
Er war mit Mathilde Dittmar verheiratet. Seine Tochter Anna (1870–1923) heiratete den Mathematiker Jakob Horn, sein Sohn Wilhelm Soldan (1872–1933) war Geheimer Baurat und einer der Erbauer der Edertalsperre.

## Veröffentlichungen
- Heinrich Doelp und W. Soldan: Die Determinanten nebst Anwendung auf die Loesung algebraischer und analytisch-geometrischer Aufgaben. 2. Auflage. Roether [u. a.], Darmstadt 1877.
- Eine Hallstattniederlassung bei Neuhäusel. In: Nassauische Annalen, Jahrbuch des Vereins für nassauische Altertumskunde und Geschichtsforschung. Band 31, 1900, S. 91–96.
- Niederlassung aus der Hallstattzeit bei Neuhäusel im Westerwald. In: Nassauische Annalen, Jahrbuch des Vereins für nassauische Altertumskunde und Geschichtsforschung. Band 32, 1901, S. 145–189.
- Niederlassung aus der Hallstattzeit bei Neuhäusel im Westerwald (Nachtrag). In: Nassauische Annalen, Jahrbuch des Vereins für nassauische Altertumskunde und Geschichtsforschung. Band 33, 1902, S. 35–41.